# Ramhulta
Ramhulta är en bebyggelse vid nordvästra stranden av sjön Lygnern i Sätila socken i Marks kommun. Från 2015 avgränsar SCB här en småort.
Ramhultafallet med en fallhöjd på 64 meter är en del av ett naturreservat. 
Enligt ett lokalt ordspråk - Skiner solen alltid i Ramhulta
På 1200-talet gick riksgränsen mellan Danmark och Sverige i Ramnån som rinner ut från Ramsjön och vidare till Ramhultafallet.
Varje år i maj anordnas tractorpulling och grill. Detta event har blivit mycket uppskattat.